# ミミンコ (小惑星)
ミミンコ (60000 Miminko) は小惑星帯に位置する小惑星。チェコのオンドジェヨフ天文台でレンカ・シャロウノヴァーが発見した。
miminko はチェコ語で「あかちゃん」の意味である。